# Franz Josef Popp
Franz Josef Popp (Bécs, 1886. január 14. – Stuttgart, 1954. július 29.) osztrák gépészmérnök, a BMW első ügyvezető igazgatója.
1917. október 1-jén kapta kinevezését, döntő részben a soros hatos BMW IIIa repülőgépmotorokra vonatkozó megrendelésszerzése elismeréseként (Fokker D.VIIF).